# Polícia dos Estabelecimentos da Marinha
A Polícia dos Estabelecimentos da Marinha (PEM) é um corpo militarizado da Marinha Portuguesa com a missão de policiar e fiscalizar os seus estabelecimentos, no âmbito em que essas funções não devam ser desempenhadas pela Polícia Naval ou outros elementos militares. Além disso, compete em especial à PEM a fiscalização do cumprimento dos regulamentos dos estabelecimentos da Marinha e o combate às fraudes aduaneiras. Essencialmente, a PEM exerce a função de polícia civil no interior das bases e outras instalações sob jurisdição da Marinha.

## Organização
A Polícia dos Estabelecimentos da Marinha encontra-se na dependência do comando da Base Naval de Lisboa (BNL). Além do serviço prestado na BNL, a PEM policia também as Instalações Centrais da Marinha, o Museu da Marinha, o Hospital da Marinha, o Instituto Hidrográfico, o Aquário Vasco da Gama, a Escola Naval e outras. 
O pessoal da PEM usa, em serviço, um uniforme semelhante ao antigo fardamento da Polícia Marítima, por isso, aos olhos do público, é muitas vezes confundida com aquela. O seu distintivo de bolso metálico, é uma estrela de seis pontas, englobando um tridente e o Escudo Nacional.

## História
A atual Polícia dos Estabelecimentos da Marinha resulta da fusão, em 1913, da Polícia da Fábrica Nacional de Cordoaria (criada em 1854) com a Polícia e Fiscalização do Arsenal da Marinha (criada em 1858 na dependência da Intendência de Marinha de Lisboa). Da fusão daquelas duas polícias resultou o Corpo de Polícia do Arsenal de Marinha.
Em 1946, o Corpo de Polícia do Arsenal da Marinha passou a denominar-se "Corpo de Polícia e Fiscalização dos Estabelecimentos da Marinha". Com a criação da Base Naval de Lisboa, em 1958, o Corpo passa para a sua dependência. Em 1971 passa a denominar-se "Corpo de Polícia dos Estabelecimentos de Marinha".
Em 1975, o Corpo, até aí civil, passa a ter o estatuto de militarizado, sendo nele integrado todo o pessoal que desempenhava as funções de guarda de museu e guarda-florestal, nas instalações da Marinha. 
A instituição, passou a chamar-se, simplesmente, "Polícia dos Estabelecimentos da Marinha", em 1984.